# Acaiaca
Acaiaca es un municipio brasileño del estado de Minas Gerais. Su población estimada en 2004 era de 4.043 habitantes.
El municipio de Acaiaca está localizado en la microrregión 188, en la Mata de Ponte Nova. Su territorio limita con Mariana, Ponte Nova, Barra Longa, Guaraciaba y Diogo de Vasconcelos. 
Su principal fuente de recursos es la ganadería lechera. La ciudad está situada en la Zona de la Mata mineira y es conocida como la princesa de la Zona de la Mata por ser la más bella y limpia de la región.
La estación ferroviaria en Acaiaca fue inaugurada en 1926, y aunque Segundo Max Vasconcellos, quiso sustituirla por una estación en Ubá, ubicada 4 km antes en la misma línea, esta última nunca pudo ser puesta en funciones. 
Otra curiosidad es la etimología del nombre Acaiaca, que es un nombre palíndromo y en tupí deriva de Acaiacá, y es el nombre de un cedro brasilero.